# 桥头镇 (英德市)
桥头镇，是中华人民共和国广东省清远市英德市下辖的一个乡镇级行政单位。

## 行政区划
桥头镇下辖以下地区：
桥头社区、博下村、板甫村、红桥村、五石村、联群村、潭坑村、新益村、石角村、仙蕉坑村和亚婆石村。